# Shane Carruth
Shane Carruth (Myrtle Beach, 1º gennaio 1972) è un attore e regista statunitense. È noto soprattutto per essere il regista, ma anche il produttore, lo sceneggiatore, il montatore e il musicista, del film sui viaggi nel tempo Primer del 2004; il film vinse il Gran premio della giuria per il miglior film drammatico al Sundance Film Festival dello stesso anno.

## Filmografia parziale
- Primer, regia di Shane Carruth (2004)
- Upstream Color, regia di Shane Carruth (2013)
- Swiss Army Man - Un amico multiuso (Swiss Army Man), regia di Dan Kwan e Daniel Scheinert (2016)
- Loop (Tales from the Loop) – serie TV, 1 episodio (2020)